# Айо Едебірі
А́йо Еде́бірі (англ. Ayo Edebiri; нар. 3 жовтня 1995) — американська акторка, комік та телевізійна сценаристка. З 2022 року вона грає шеф-кухаря Сідні Адаму в комедійно-драматичному серіалі «Ведмідь», за який отримала премію «Золотий глобус», дві премії Гільдії кіноакторів та премію «Еммі» в прайм-тайм, а також була номінована на премію Гільдії режисерів Америки за режисуру епізоду «Серветки».
Едебірі працює сценаристкою та акторкою озвучування серіалу «Великий рот» з 2020 року, а також була сценаристкою комедійного серіалу «Чим ми займаємося в тінях» у 2022 році. У 2023 році вона озвучила ролі у фільмах «Людина-павук: Крізь Всесвіт» та «Підлітки-мутанти Черепашки-ніндзя: Погром мутантів», а також знялася в комедіях «Театральний табір» та «Невдахи». Вона також озвучила Заздрість у фільмі Pixar «Думками навиворіт 2» (2024).

## Раннє життя та освіта
Едебірі народилася в Бостоні 3 жовтня 1995 року у матері з Барбадосу та батька з народу едо, що походить з Нігерії. Вона єдина дитина в сім'ї та виросла в районі Дорчестер . Її сім'я — п'ятидесятники, і вона регулярно відвідувала церковні служби разом з батьками. Дівчина вперше зацікавилася комедією під час уроків драми у восьмому класі, що спонукало її приєднатися до клубу імпровізації в Бостонській латинській школі. Вона вступила до Нью-Йоркського університету, де спочатку планувала вивчати педагогіку, перш ніж змінити свою спеціальність на драматичне письмо. На третьому курсі Едебірі почала кар'єру комедійної актриси та стала стажеркою в імпровізаційній трупі Upright Citizens Brigade.

## Кар'єра

### 2014–2021: Ранні роботи
У 2014 році Едебірі знялася в епізоді серіалу «Дефектні». Вона розпочала свою кар'єру як стендап-комік і виступила зі стендап-сетом у шоу Up Next на Comedy Central. У травні 2020 року на Comedy Central почав виходити її цифровий сценарний серіал Ayo and Rachel Are Single, який вона написала та знялася в ньому разом зі своєю подругою й колегою-комікесою Рейчел Сеннотт. Едебірі дебютувала в кіно в комедійній драмі 2020 року «Гадюшник» у невказаній титрах ролі. Вона була співведучою подкасту під назвою Iconography разом з Олівією Крейгхед, у якому брали інтерв’ю в гостей про їхніх спільних особистих кумирів. Подкаст був продюсований Forever Dog, а другий сезон вийшов у 2020 році.
Едебірі, телевізійна сценаристка, написала сценарії для єдиних сезонів серіалу «Підсумки з Робін Теде» та «Саннісайд» на каналі NBC. Вона приєдналася до команди сценаристів «Великого рота» для четвертого сезону шоу. Після того, як Дженні Слейт відмовилася від озвучування персонажа Міссі, щоб роль могла зіграти темношкіра акторка, Едебірі пройшла прослуховування і була обрана на заміну в серпні 2020 року. Її озвучування персонажа почалося в кінці четвертого сезону шоу. Вона була сценаристкою та акторкою у другому сезоні «Дікінсон» на Apple TV+, де спочатку працювала з Крістофером Сторером, який пізніше створив «Ведмедя». Вона зіграла другорядну роль у фільмі 2022 року за романом для молоді «Привіт, бувай і все, що між ними» авторства Дженніфер Е. Сміт.

### 2022–дотепер: Прорив і «Ведмідь»

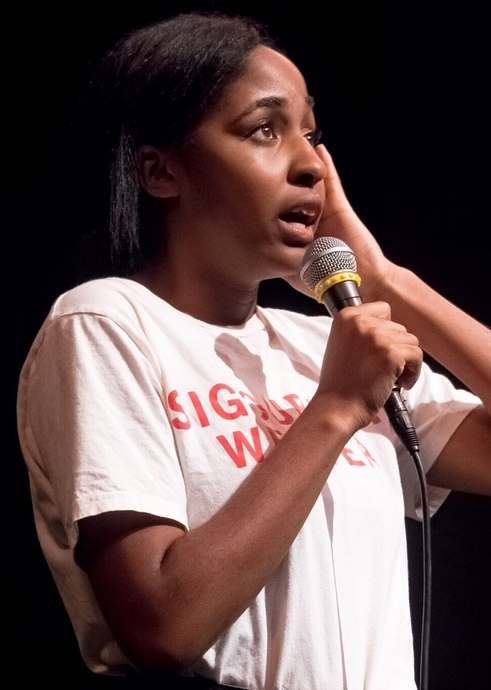
Едебірі у 2018 році

У 2022 році Едебірі здобула ширшу популярність як головна акторка серіалу «Ведмідь» каналу FX на Hulu. Вона отримала премію «Золотий глобус», премію «Еммі» в прайм-таймі та премію «Незалежний дух», а також номінації на премії «Готем» та «Вибір критиків» за роль Сідні Адаму, амбітної молодої су-шефки. Люсі Манган з The Guardian високо оцінила її гру, назвавши її «чудовою» та такою, що «досі запалює та заряджає енергією кожну сцену, в якій вона бере участь».
Також у 2022 році вона стала сценаристкою і продюсеркою-консультанткою серіалу каналу FX «Чим ми займаємося в тінях», отримавши номінацію на премію Гільдії письменників Америки за найкращий комедійний епізод за епізод «Приватна школа». Едебірі була спвіпродюсувала, знімалася та була сценаристкою мультсеріалу «Малліган» (2023) для Netflix. Вона озвучувала роль Хем в інтерактивному спеціальному випуску Netflix «Ми втратили нашу людину». Того ж року вона з'явилася в епізоді серіалу Мела Брукса «Всесвітня історія, частина II» на Hulu та в епізоді «Чорного дзеркала» «Джоан жахлива». Вона також озвучувала ролі в серіалі Disney Channel «Кіфф» та серіалі на Max «Школа клонів». Пізніше, у 2023 році, вона озвучила Глорі Грант у анімаційному сиквелі про супергероїв «Людина-павук: Крізь Всесвіт» та Ейпріл О'Ніл у анімаційному фільмі «Підлітки-мутанти Черепашки-ніндзя: Погром мутантів». Обидва фільми були фінансово успішними.
У 2023 році вона знялася у псевдодокументальній комедії «Театральний табір» разом із Моллі Гордон та Беном Платтом. Прем'єра фільму відбулася на кінофестивалі «Санденс», де він отримав позитивні відгуки, багато хто порівнював його з фільмами Крістофера Геста. Пізніше того ж року вона зіграла головну роль у ситкомі ABC «Початкова школа „Ебботт“» та знялася у підлітковій секс-комедії «Невдахи» разом із Рейчел Сеннотт. Прем'єра фільму відбулася на фестивалі «South by Southwest». Кеті Волш з The Los Angeles Times написала: «Сеннотт та Едебірі виконують дві найсмішніші ролі року». Вона з'явилася у фільмі «Солодкий Схід» режисера Шона Прайса Вільямса, прем'єра якого відбулася на Каннському кінофестивалі 2023 року в рамках «Двотижневика режисерів». Вона отримала премію «Еммі» за найкращу жіночу роль другого плану в комедійному серіалі у 2024 році; Оскільки того ж року Квінта Брансон отримала премію «Еммі» за найкращу головну жіночу роль у комедійному серіалі, це був перший рік, коли дві темношкірі акторки виграли премію «Еммі» у двох категоріях «Жіноча акторка в комедійному серіалі». Едебірі дебютувала як режисерка в епізоді третього сезону «Ведмедя» в серії «Серветки» (2024). У січні 2025 року її номінували на премію Гільдії режисерів Америки за найкращу режисуру комедійного серіалу за цей епізод. Едебірі вела програму Saturday Night Live з музичною гостею Дженніфер Лопес у 2024 році. У скетчі Едебірі опосередковано визнала, що раніше критикувала Лопес у подкасті Scam Goddess. Вона озвучила Заздрість у фільмі Pixar «Думками навиворіт 2» (2024), продовженні першого фільму.
Едебірі з'явилася в ролі божевільної жінки в музичному відео на сингл Noid репера Tyler, The Creator, випущений у 2024 році. У лютому 2025 року вона зняла музичний кліп на пісню Clairo Terrapin, в якому знявся «Дивний Ел» Янковик. Едебірі знялася у фільмі жахів 2025 року від A24 Opus разом з Джоном Малковичем. Вона зіграла одну з головних ролей у трилері Луки Гуаданьїно «Після полювання» (2025) разом з Джулією Робертс та Ендрю Гарфілдом . Вона зіграє другорядну роль у комедійному фільмі Джеймса Л. Брукса «Елла Маккей».

## Особисте життя
Едебірі є членкинею Демократичних соціалістів Америки й часто бере участь в агітаційній діяльності цієї організації. Позиціонує себе як квір-особистість.